# Norvégiai számi parlament
A norvégiai számi parlament (északi számiul Sámediggi, norvégul Sametinget) a számi nép képviseleti testülete Norvégiában. A parlament helyszíne Karasjok. A parlamentet 1989. október 9-én nyitották meg. Jelenlegi elnöke Egil Olli, a Munkáspárt képviselője.

## Története
1964-ben megalakult a Norvégiai Számi Tanács, hogy a számi ügyekkel foglalkozzon. A tanács tagjait állami szervezetek jelölték. Ezt a szervezetet váltotta fel a számi parlament.
1978-ban egy olyan terv készült, amelynek eredményeként egy kis számi falu, Máze mellett gát és vízierőmű épült volna, elárasztva így a falut. Ez nagy tiltakozást váltott ki a számik körében. A tiltakozások eredményeképp a norvég kormány 1980-1981 között számi küldöttekkel tartott tanácskozást. A tanácskozások után egy bizottság állt fel, amely a számi ügyekkel foglalkozott. 1987-ben megszületett a számi törvény is, ez 1988-ban került be a norvég alkotmányba.
A számi törvény alapján megalapították a számi parlamentet, amelyet a norvég kormány 1987. június 12-én fogadott el, ami 1989. február 24-én lépett hatályba. Az első ülést 1989. október 9-én V. Olaf norvég király nyitotta meg.

## Szervezete
A parlamentbe 43 képviselőt választanak meg, 13 választókörzetből, négy évre.  Szemben Finnországgal itt a 13 választókerület lefedi egész Norvégiát. A legnagyobb párt (vagy pártok koalíciójának) képviselőiből egy végrehajtó testület jön létre (Sámediggeráđi), amelyik elnököt és alelnököt választ.

## A norvégiai számi parlament elnökei

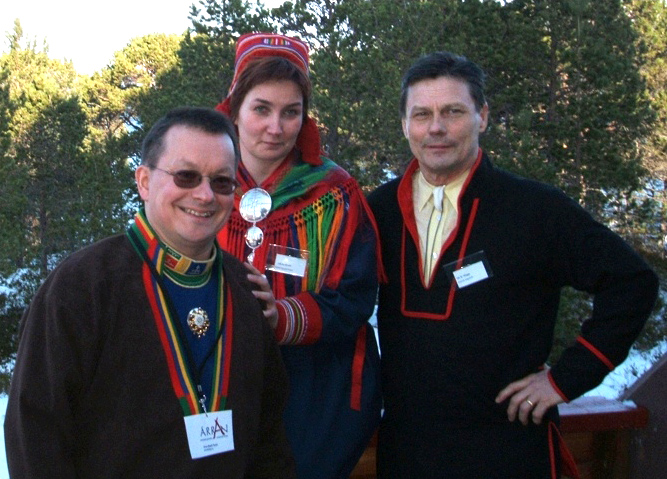
A norvégiai számi parlament első három elnöke: Sven-Roald Nystø, Aili Keskitalo és Ole Henrik Magga

- Aili Keskitalo - 2013-tól
- Egil Olli - 2009-2013
- Egil Olli - 2007-2009
- Aili Keskitalo - 2005-2007
- Sven-Roald Nystø - 2001-2005
- Sven-Roald Nystø - 1997-2001
- Ole Henrik Magga - 1993-1997
- Ole Henrik Magga - 1989-1993

## A norvégiai számi parlament képviselői

### 2005-2009
| - Magnhild Mathisen - Gunn-Britt Retter - Knut Store - Marianne Balto Henriksen - Jánoš Trosten - Per Ivar Henriksen - Egil Olli - Terje H. Tretnes - Synnøve Solbakken-Härkönen - Marie Therese Nordsletta Gaup - Aili Keskitalo - Per Andersen Bæhr - Isak Mathis O. Hætta - Klemet Erland Hætta - Josef Ingmar Vedhugnes | - Olaf Eliassen - Wiebke Synnøve Slåtsveen - Per Edvind Varsi - John Harald Skum - Toril Bakken - Inger Jørstad - Willy Ørnebakk - Tor Mikalsen - Hilde Anita Nyvoll Vangen - Randi A. Skum - Bjarne Store-Jakobsen - Lene Hansen - Ann-Mari Thomassen - Berit Oskal Eira - Susanne Amalie Andersen | - Kjersti Myrnes Balto - Vibeke Larsen - Roger Pedersen - Tone Finnesen - Anders Urheim - Miriam Paulsen - Jarle Jonassen - Sten Erling Jønsson - Kirsten Appfjell - Rita-Alise Porsanger - Jørn Are Gaski - Johan Mikkel Sara - Kirsti Guvsám |

## Külső hivatkozások
- A norvégiai számi parlament honlapja

## Lásd még
- Finnországi számi parlament
- Svédországi számi parlament